# Piper abutiloides
Piper abutiloides är en pepparväxtart som beskrevs av Carl Sigismund Kunth. Piper abutiloides ingår i släktet Piper och familjen pepparväxter. Inga underarter finns listade i Catalogue of Life.